# پاپیون (سگ)
پاپیون  (به فرانسوی: Papillon) سگی است از گونه سگ‌های عروسکی، کوچک و با قدی کوتاه و موهای لطیف و بسیار زیبا است. پاپیلون یکی از قدیمی‌ترین نژادهای «toy size» جهان‌ است.

## تاریخچه
پاپیون از نژادهای بسیار قدیمی که قدمت آن در اروپا به هفتصد سال پیش باز می‌گردد. این نژاد در زمان رُنانس در ایتالیا و بعدها در فرانسه پرورش یافت. اصولاً آن را Dwarf Spaniel و Sported Spaniel می‌نامیدند، بعدها نام Toy Spaniel بر روی او نهادند. پرورش این نژاد در طول قرن ۱۳-۱۵ میلادی در ایتالیا رواج یافت .

## خصوصیات بارز ظاهری

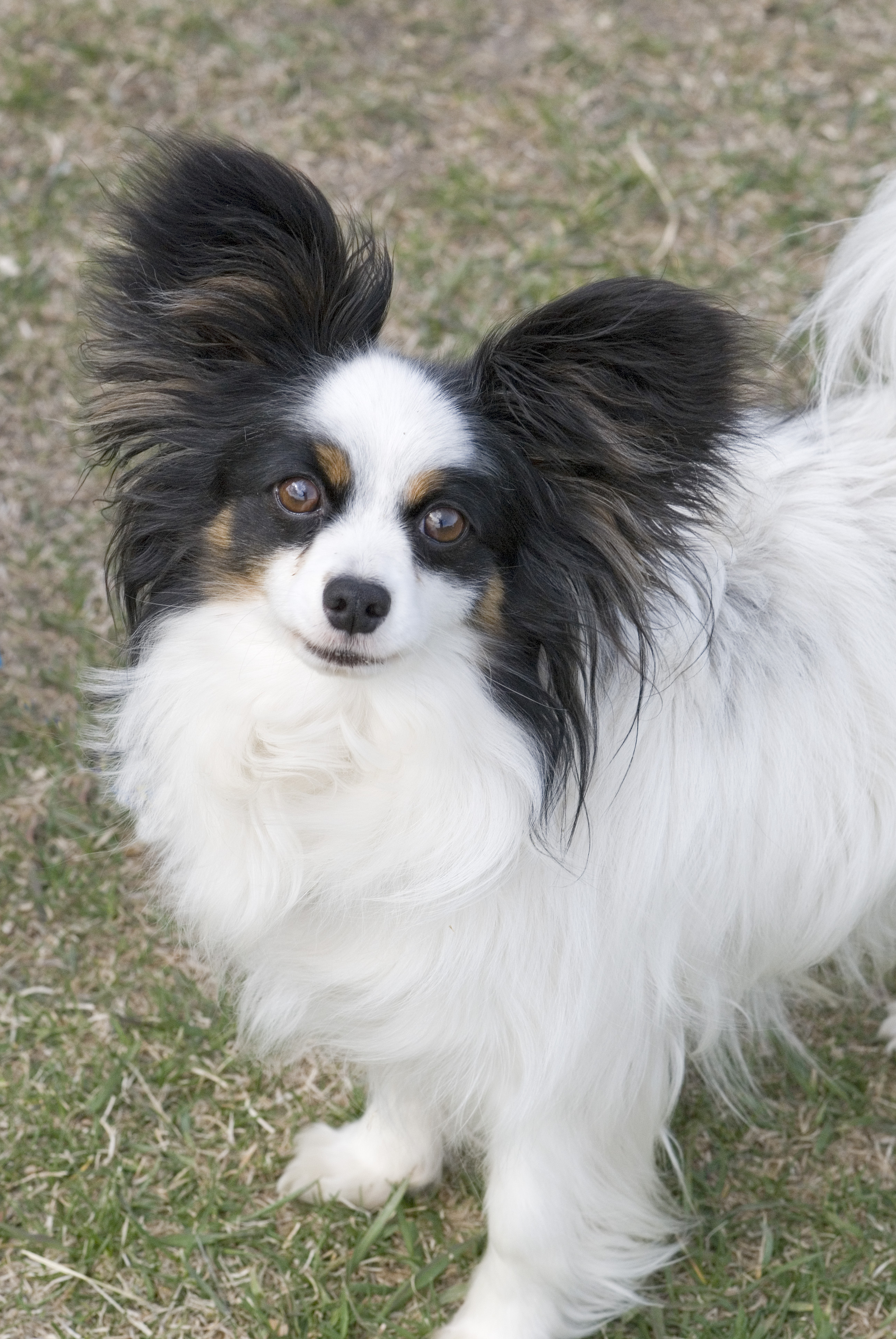
پاپیون

این نژاد کوچک، زیبا، باهوش و سرزنده‌است. دارای دم پرپشت و زیبایی است که آن را مانند حلقه‌ای بر پشت خود نگاه می‌دارد و به همین دلیل مدت‌ها آن را بنام Squirred Spaniel می‌شناختند. پوشش خارجی آن رنگ‌های متفاوتی را اعم از قهوه‌ای، سیاه، سرخ، سفید و ... شامل می‌شود. به نظر می‌رسد به دلیل فرم قرار گرفتن گوش‌هایش، او را پاپیون (به معنای پروانه) نامیده‌اند.
- وزن در نرها: (۲/۵-۴/۵) ک.گ، در ماده‌ها: (۲/۵-۴/۵) ک.گ
- ارتفاع در نرها: (۲۰-۲۸) س.م، در ماده‌ها: (۲۰-۲۸) س.م
- عمر آنا از ۱۲ سال بیشتر است و ممکن است تا ۱۶ سال نیز عمر کنند.

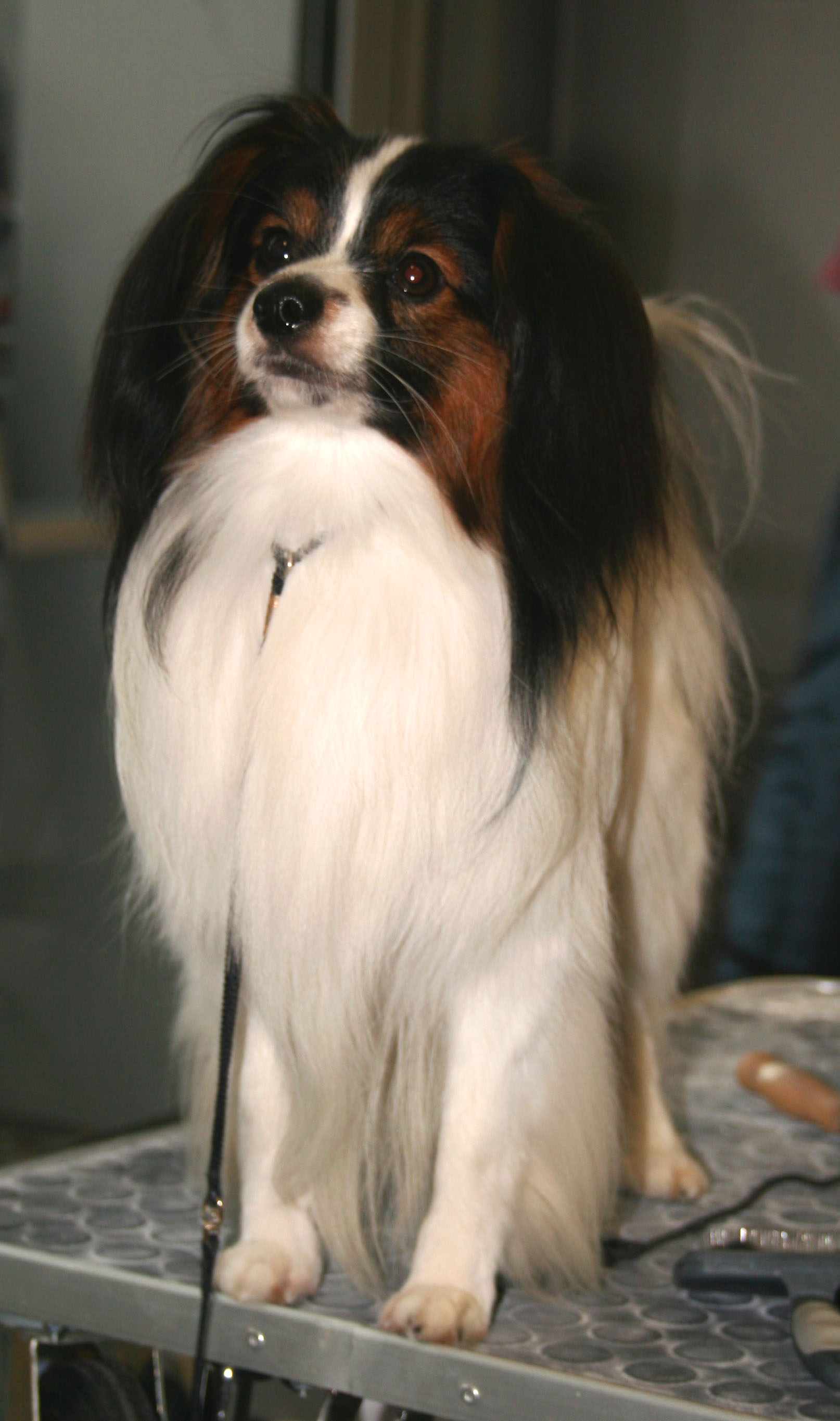
پاپیون

یک پاپیلون اصیل میتواند زیر 2.5 کیلو گرم باشد، اما تا 4.5 کیلوگرم در حالت استاندارد این نژاد می‌باشد.

## خصوصیات بارز اخلاقی
نژادی باهوش، پر محبت و بازیگوش است . سر و صدا ندارد و آموزش‌های کوچک را به راحتی فرا می‌گیرد. با انسان‌ها به راحتی کنار می‌آید اما در برخورد با سگ‌های دیگر عصبی می‌شود.
پاپیلون نژاد شجاعی می باشد و اگر به خوبی اجتماعی نشود، ممکن از با سگ های بزرگتر از خود درگیر شود.

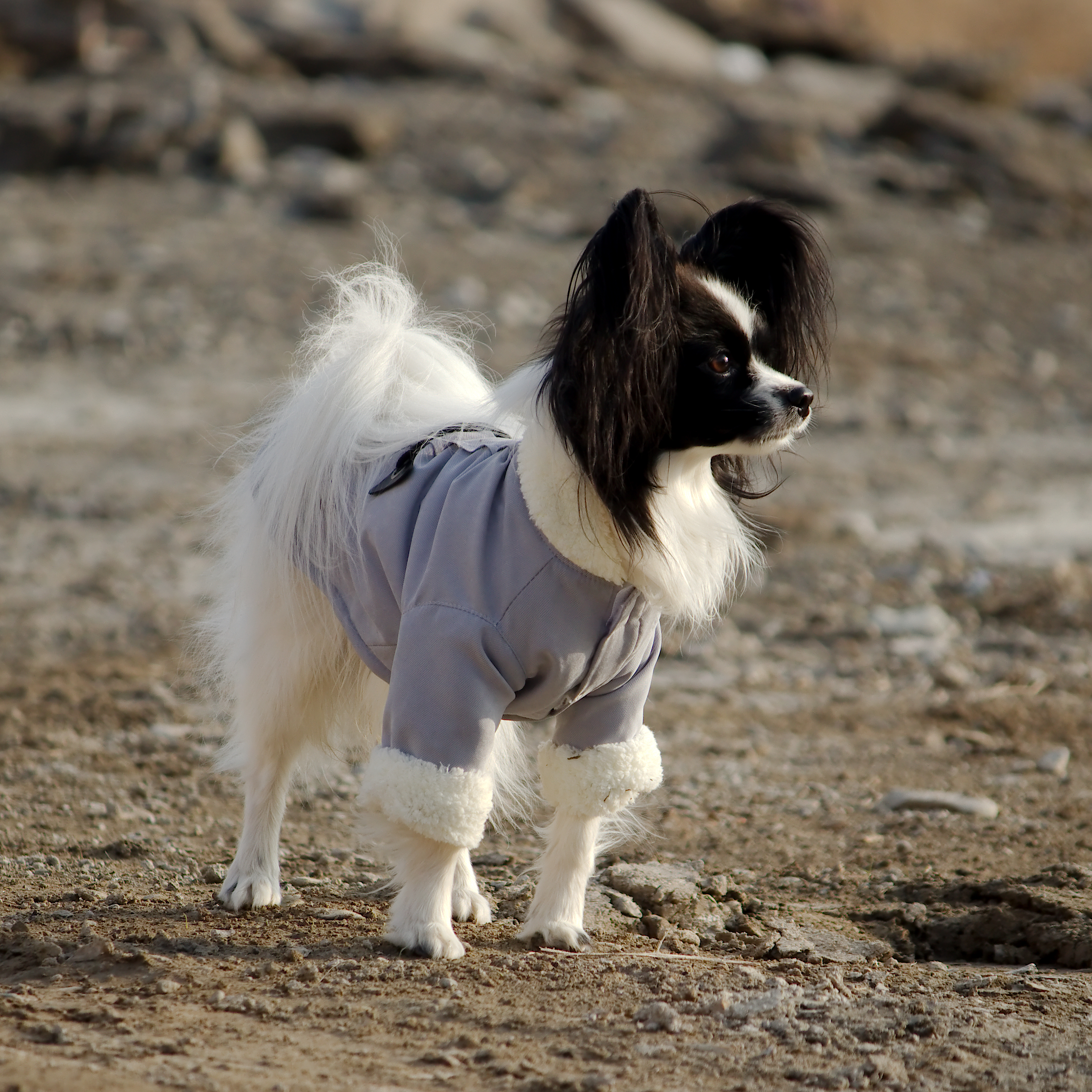
هشتمین نژاد برتر هوش